# Baborówko

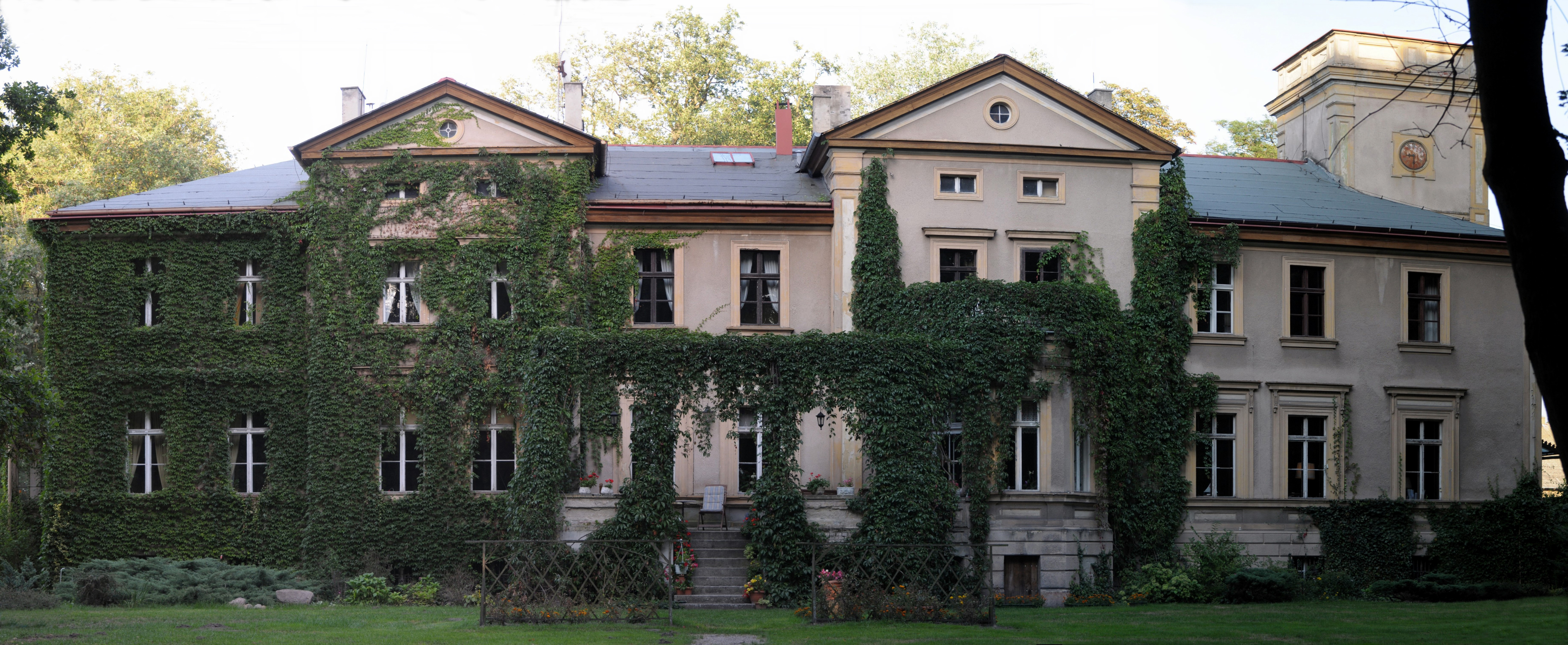
Schloss Baborowko, heute ein Hotel

Baborówko (deutsch Baborowko, 1939–1945 Hartschütz) ist ein polnisches Dorf das zur Gemeinde Szamotuły, Kreis Szamotuły, Woiwodschaft Großpolen, in Westmittelpolen gehört. Es liegt etwa 4 km südöstlich von Szamotuły und 28 km nordwestlich von der Regionalhauptstadt Posen.
Der Bahnhof Baborówko liegt an der Bahnstrecke Poznań–Szczecin. Die Bahn wird auf fast ihrer gesamten Länge von der Polnischen Staatsbahn unter der Streckennummer 351 geführt. Der Europäische Wanderweg E11 führt durch Baborowko. Dort ist die Route nicht ausgeschildert und führt über die Regionalstraße 185P von Szamotuły nach Pamiątkowo.

## Geschichte
Der Ort wurde erstmals 1421 erwähnt und war im Besitz der Familie Baworowski. Sie nannte ihn Baworowo Minor nach dem nahe gelegenen Dorf Baborowo. Im späten neunzehnten Jahrhundert ging das Dorf in den Besitz der deutschen Familie von Hantelmanów über. Diese ließ um 1895 Gutshaus (Pałacu) mit Jugendstilelementen errichten. Ab 1953 war in dem Gutshaus Einrichtung für experimentelle Bodenkunde angesiedelt. Heute befindet sich das Gebäude in Privatbesitz.
Zwischen 1975 und 1998 gehörte das Dorf zum Gebiet der Woiwodschaft Poznań. Seit 1999 liegt Baborówko in der Woiwodschaft Großpolen.

## Pferdesport
Im Springen werden von Baborowko Equestrian seit 2022 CSI2*-Prüfungen ausgetragen.

### Vielseitigkeitsreiten
In Baborowko werden seit 2009 internationale Vielseitigkeitsturniere veranstaltet. Von 2009 bis 2011 waren jeweils im Juli CIC1* (Concours International Combiné) Kurzprüfungen ausgeschrieben. 2012 fanden im Juli und im September Turniere statt, mit jeweils einer CIC1* und einer CIC2*. 2013 wurde im Juli neben den beiden Kurzprüfungen CIC1* und CIC2* erstmals eine Langprüfung CCI2* (Concours Complet International) durchgeführt. 2015 kamen eine CIC3*-Kurzprüfung und CICJ1* für Junioren hinzu. Seit 2019 ist regelmäßig auch eine CCIO*-Kurzprüfung und eine CCIO4*-Langprüfung im Programm. Die Langprüfungen von 2019 und 2023 dienten als Qualifikation für die Olympischen Sommerspiele 2020 und 2024.

### Fahrsport
Seit 2022 werden in Baborowko internationale Fahrprüfungen ausgetragen. Bei der Premiere 2022 wurden CAIO4*-Prüfungen für Zwei- und Vierspänner durchgeführt. Im September 2023 war Baborowko eine Qualifikation für den Weltcup im Vierspännerfahren.